# Pomnik Tadeusza Rejtana w Krakowie
Pomnik Tadeusza Rejtana – pomnik znajdujący się w Krakowie na Skwerze prof. Władysława Bartoszewskiego, u zbiegu ulic Basztowej, Dunajewskiego i Garbarskiej.
Inicjatorem powstania pomnika był prawdopodobnie Stefan Rejtan, jeden z ostatnich przedstawicieli rodu. Wykonany został pomiędzy 1856 a 1859 rokiem w fabryce Lilpop, Rau i Loewenstein w Warszawie. Na grobie Stanisława Lilpopa na warszawskich Powązkach znajduje się wierna kopia pomnika wykonana po 1866 roku. Do Krakowa pomnik trafił jako dar rodziny Rejtanów pod koniec lat 80. XIX wieku. Oficjalne odsłonięcie pomnika w Krakowie miało miejsce w czerwcu 1890 roku, nie wzbudziło ono większego zainteresowania mieszkańców a sam pomnik był wielokrotnie krytykowany za "cmentarny charakter", faktycznie neogotycka forma kapliczki była wówczas bardzo popularnym motywem w architekturze nagrobnej, a pierwotnie pomnik miał zostać ustawiony na grobie Reytana w Lachowiczach. W neogotyckiej kapliczce wykonanej z żeliwa znajdowało się popiersie Tadeusza Reytana sygnowane nazwiskiem mało znanego rzeźbiarza Teodora Zakrzewskiego. W lutym 1946 pomnik zniszczony przez wichurę został zdemontowany, a popiersie Rejtana trafiło do zbiorów Muzeum Narodowego w Krakowie.
W latach 90. XX wieku pojawił się pomysł powrotu pomnika na skwer, który był niegdyś częścią plant krakowskich. Pomnik odtworzono jednak dopiero w 2007. Odtworzenia pomnika podjął się Czesław Dźwigaj. Dokonano tego na podstawie pieczołowicie zgromadzonej dokumentacji, zwłaszcza archiwalnych zdjęć, a także takiego samego pomnika stojącego na grobowcu Lilpopów na warszawskich Powązkach.
Samo popiersie wykonano na podstawie zachowanego w Muzeum Narodowym w Krakowie oryginału wprowadzając jednak, co w takich wypadkach jest stałą praktyką, tzw. "błąd rzeczowy", czyli element różniący replikę od oryginału. W przypadku krakowskiego pomnika prof. Dźwigaj zdecydował, że jeden z kosmyków włosów Rejtana będzie skierowany w inną stronę.
Pomnik stoi na podstawie z granitu tworzącej dwa stopnie, każdy po 30 cm, mierzy 11 metrów wysokości i waży 6 ton. Koszt odtworzenia pomnika wyniósł 900 tysięcy złotych. Montaż pomnika miał miejsce 24 maja 2007, natomiast uroczystego odsłonięcia pomnika dokonano 9 czerwca 2007 w trakcie trwających obchodów 750-lecia lokacji miasta Krakowa.

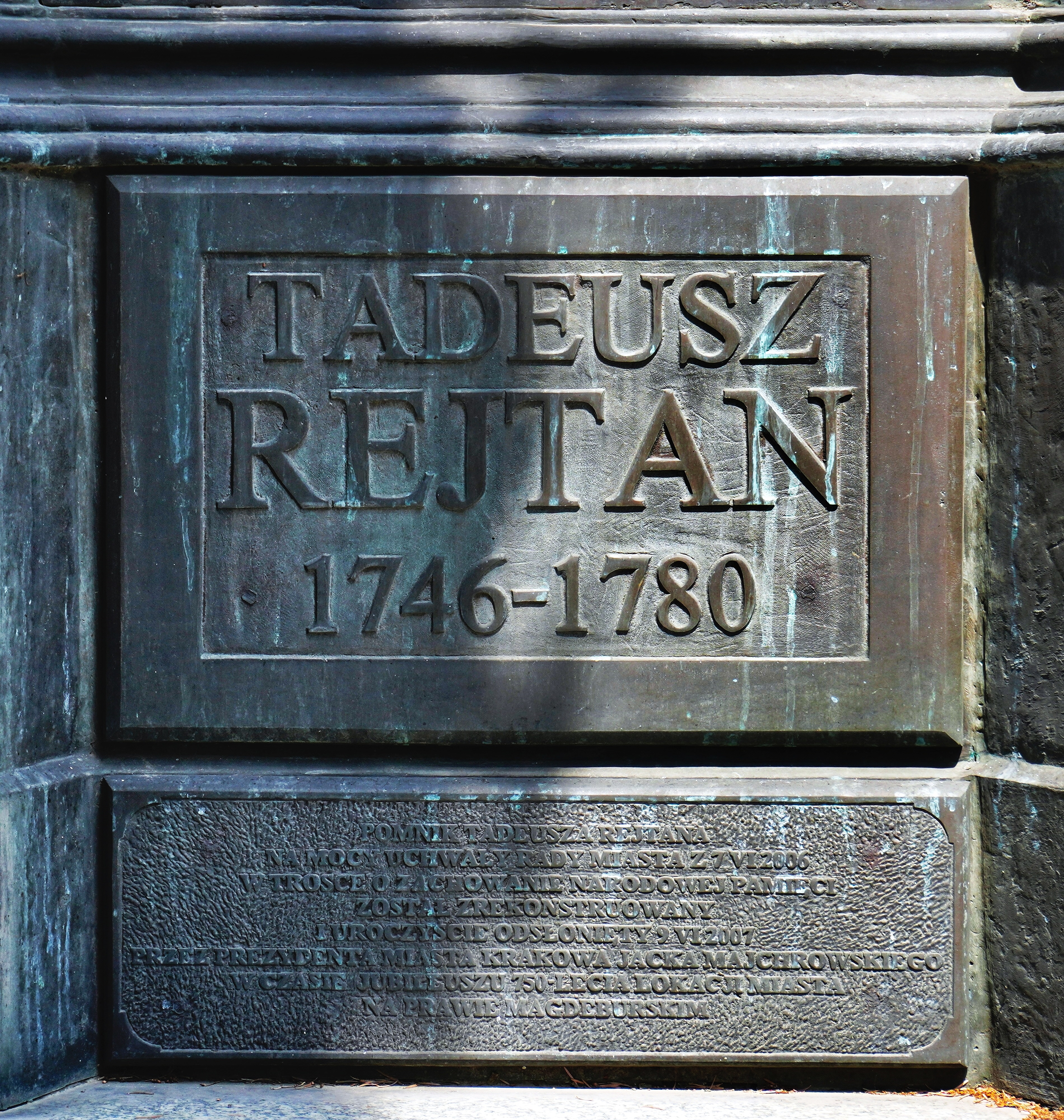
Tablica